# Olympische Sommerspiele 2000/Teilnehmer (Aruba)
| Gelbes Symbol für Goldmedaillen mit stilisierten Olympischen Ringen | Graues Symbol für Silbermedaillen mit stilisierten Olympischen Ringen | Braundes Symbol für Bronzemedaillen mit stilisierten Olympischen Ringen |
| ------------------------------------------------------------------- | --------------------------------------------------------------------- | ----------------------------------------------------------------------- |
| —                                                                   | —                                                                     | —                                                                       |

Aruba nahm an den Olympischen Sommerspielen 2000 in der australischen Metropole Sydney mit einer Delegation von fünf Athleten in drei Sportarten teil.
Es war die vierte Teilnahme Arubas bei Olympischen Sommerspielen.

## Flaggenträger
Der Leichtathlet Richard Rodriguez trug die Flagge Arubas während der Eröffnungsfeier im Stadium Australia.

## Teilnehmer nach Sportarten

### Judo
Männer
- Javier Wanga
  - Halbleichtgewicht (bis 66 kg): 2. Runde

### Leichtathletik
Frauen
- Luz Marina Geerman
  - 100 m Hürden: Vorlauf

Männer
- Richard Rodriguez
  - Marathon: Aufgabe

### Schwimmen
Frauen
- Roshendra Vrolijk
  - 50 m Freistil: 62. Platz

Männer
- Davy Bisslik
  - 50 m Freistil: 62. Platz